# Dwarf
Dwarf est une série de bande dessinée fantastique en quatre albums publiée par Shovel entre 2010 et 2015.

## Albums
1. Wyrïmir, 2010
2. Razoark, 2011
3. Tach'Nemlig, 2013
4. Éra Drakka, 2015